# Feddan
Feddan (arab. فدّان, faddān) – pozaukładowa jednostka miary pola powierzchni spoza układu SI  stosowana w Egipcie, Sudanie i Syrii. Słowo feddan w języku arabskim oznacza zaprzęg wołami, którymi można zaorać powierzchnię pola w określonym czasie. W Egipcie feddan jest jedyną niemetryczną jednostką pozostającą w użyciu przeliczaną na system metryczny. Feddan dzieli się na 24 kiraty (175 m²).
1 feddan = 24 kiraty = 60 m x 70 m = 4200 m² = 0,42 ha = 42,0 a = 1,038 akrów.
W Syrii powierzchnia feddanu waha się pomiędzy 2295 m² do 3443 m².